# Zenodo
 (décembre 2017).
Si vous disposez d'ouvrages ou d'articles de référence ou si vous connaissez des sites web de qualité traitant du thème abordé ici, merci de compléter l'article en donnant les références utiles à sa vérifiabilité et en les liant à la section « Notes et références ».
Zenodo est un entrepôt d'archives ouvertes et de données ouvertes.

## Historique
Ce dépôt est créé par le CERN grâce au programme-cadre européen pour la recherche et le développement Horizon 2020 (FP8), sous le nom « OpenAIRE Orphan Record Repository ». 
Il est lancé en 2013 pour offrir aux chercheurs une solution institutionnelle de partage de données suivant les objectifs de science ouverte. En 2015, il est renommé Zenodo et permet de déposer ou télécharger des fichiers jusqu'à 50 Go,.
En 2017, il est sélectionné comme l'un des projets Google Summer of Code.
En 2019, Zenodo annonce un partenariat avec le dépôt de données ouvertes Dryad afin de développer de nouvelles solutions pour faciliter le travail des chercheurs et éditeurs, les bonnes pratiques logicielles, et la structuration des données.

## Fonctionnement
Ce service est développé et hébergé par le CERN comme « activité marginale », il bénéficie de l'infrastructure déployée pour les besoins en physique des hautes énergies.
Zenodo se base sur Invenio (logiciel libre pour des dépôts numériques à grande échelle).
Zenodo est une plateforme de dépôt d'archives ouvertes en libre accès, une de celles recommandées par Peter Suber, un professeur américain, et l'un des principaux rédacteurs de l'Initiative de Budapest pour l'accès ouvert en 2002.
Il fournit un identifiant numérique d'objet (DOI) aux données déposées qui n'en disposent pas, afin de pouvoir les citer facilement. Le support des données et des licences est varié. Le code source déposé sur Github est par exemple citable.